# Devil-Linux
Devil-Linux es una distribución Linux creada para usarse como router/firewall el cual bootea y arranca completamente desde CD-ROM. Devil-Linux es capaz de arrancar en una PC antigua. Este sistema, combinado con un hub o un switch es una solución para algunos usuarios Linux que lo pueden preferir en lugar de usar un router dedicado.
Devil-Linux no proporciona una interfaz gráfica, haciéndola una distribución muy liviana. Sin embargo, esta distribución incluye un gran rango de servicios (p.e.: DNS, Web, FTP SMTP, entre otros), herramientas (MySQL, Lynx, Wget, entre otras) y utilidades de seguridad (OpenVPN, Shorewall, ...) asegurando un alto nivel de flexibilidad. Guardando la configuración en un disquete, los cambios pueden ser restaurados en el booteo. Sin usar un dispositivo con permisos de escritura, Devil-Linux es extremadamente seguro contra ataques externos.
Devil-Linux usa una instalación Linux from Scratch (LFS) que permite al usuario crear versiones personalizadas de esta distribución, Devil-Linux usa el parche de kernel grsecurity.

## Lista Completa de Software
- AIDE
- Apache HTTP Server 2
- Apcupsd
- Arpwatch
- AWStats
- CIPE
- cron
- cURL
- DenyHosts
- ez-ipupdate
- HA
- hostapd
- iproute2
- IPsec-Tools
- Jailkit
- l2tpd
- LCD4Linux
- logrotate
- Logwatch
- lpd
- SpamAssassin
- Mgetty + Sendfax
- MRTG
- Nagios
- nameD
- Ntop
- NTP
- OpenLDAP
- pam.d
- Postfix
- PPP
- RADb
- Samba
- Sarg
- SASL2: Simple Authentication and Security Layer
- scponly
- SER
- Shorewall
- Snort
- SOCKS
- SSH
- SSL
- UPS
- VMware Tools
- WLAN
- Zebra

- Datos: Q3491223